# John Nicholson (Rennfahrer)
John Barry Nicholson (* 6. Oktober 1941 in Auckland, Neuseeland; † 18. September 2017) war ein neuseeländischer Automobilrennfahrer.

## Karriere
John Nicholson hatte einige Erfolge auf einem Brabham BT18 in seiner Heimat Neuseeland vorzuweisen, als er 1971 nach Europa kam. Nicholson fuhr jedoch zu Beginn keine Rennen, sondern arbeitete als Motortechniker bei McLaren.
Als er wieder Rennen bestritt, sicherte er sich 1973 und 1974 auf einer Eigenkonstruktion, dem Lyncar, den Meistertitel in der Formel Atlantic. Ein großes Rennprogramm konnte er aber nach der Gründung eines Motortuning-Unternehmens 1973 nicht mehr bewerkstelligen. Nicholsons Firma übernahm den Service der Cosworth-Triebwerke, die McLaren in der Formel 1 einsetzte. Einmal schaffte er es auch als Fahrer in die Formel 1. Beim Großen Preis von Großbritannien 1975 war er mit seinem Lyncar 006 am Start und hatte im Regen einen Unfall, wurde jedoch auf Platz 17 gewertet.
Nach weniger erfolgreichen Jahren in der Formel 2 und der Formel 5000 kehrte Nicholson 1978 nach Neuseeland zurück, um sich seinen Geschäften zu widmen. Er starb im September 2017.

## Statistik

### Le-Mans-Ergebnisse
| Jahr | Team             | Fahrzeug      | Teamkollege | Platzierung | Ausfallgrund |
| ---- | ---------------- | ------------- | ----------- | ----------- | ------------ |
| 1974 | Alain de Cadenet | De Cadenet LM | Chris Craft | Ausfall     | Unfall       |

### Einzelergebnisse in der Sportwagen-Weltmeisterschaft
| Saison | Team                    | Rennwagen     | 1   | 2   | 3   | 4   | 5   | 6   | 7   | 8   | 9   | 10  | 11  |
| ------ | ----------------------- | ------------- | --- | --- | --- | --- | --- | --- | --- | --- | --- | --- | --- |
| 1974   | Alain de Cadenet        | De Cadenet LM | MON | SPA | NÜR | IMO | LEM | ZEL | WAT | LEC | BRH | KYA |     |
| 1974   | Alain de Cadenet        | De Cadenet LM |     | DNF |     |     |     |     |     |     |     |     |     |
| 1984   | Lyncar Motorsport       | Lyncar MS83   | MON | SIL | LEM | NÜR | BRH | MOS | SPA | IMO | FUJ | KYA | SAN |
| 1984   | Lyncar Motorsport       | Lyncar MS83   |     |     |     |     | DNF |     |     | DNF |     |     |     |
| 1985   | Grifo Autoracing        | Alba AR3      | MUG | MON | SIL | LEM | HOK | MOS | SPA | BRH | FUJ | SEL |     |
| 1985   | Grifo Autoracing        | Alba AR3      |     |     |     |     |     |     | 7   |     |     |     |     |
| 1986   | Kelmar Racing           | Tiga GC85     | MON | SIL | LEM | NÜN | BRH | JER | NÜR | SPA | FUJ |     |     |
| 1986   | Kelmar Racing           | Tiga GC85     |     | 15  |     |     | 10  |     |     |     |     |     |     |
| 1987   | Chamberlain Engineering | Spice SE86C   | JAR | JER | MON | SIL | LEM | NÜN | BRH | NÜR | SPA | FUJ |     |
| 1987   | Chamberlain Engineering | Spice SE86C   |     |     |     | 7   |     |     |     |     |     |     |     |